# Seznam medailistů na letních olympijských hrách ve skoku do výšky
Historický přehled medailistů v Skok do výšky na letních olympijských hrách:

## Medailisté

### Muži
| Rok  | Místo          | Zlato                               | Výkon vítěze | Stříbro                                       | Bronz                                   |
| ---- | -------------- | ----------------------------------- | ------------ | --------------------------------------------- | --------------------------------------- |
| 1896 | Atény          | Ellery Clark                        | 181          | James Connolly Robert Garrett                 | neudělena                               |
| 1900 | Paříž          | Irving Baxter                       | 190          | Patrick Leahy                                 | Lajos Gönczy                            |
| 1904 | St. Louis      | Samuel Jones                        | 180          | Garrett Serviss                               | Paul Weinstein                          |
| 1908 | Londýn         | Harry Porter                        | 190          | Géo André Cornelius Leahy                     | neudělena                               |
| 1912 | Stockholm      | Alma Richards                       | 193          | Hans Liesche                                  | George Horine                           |
| 1920 | Antverpy       | Richmond Landon                     | 193          | Harold Muller                                 | Bo Ekelund                              |
| 1924 | Paříž          | Harold Osborn                       | 198          | Leroy Brown                                   | Pierre Lewden                           |
| 1928 | Amsterodam     | Robert King                         | 194          | Benjamin Hedges                               | Claude Ménard                           |
| 1932 | Los Angeles    | Duncan McNaughton                   | 197          | Robert Van Osdel                              | Simeon Toribio                          |
| 1936 | Berlín         | Cornelius Johnson                   | 203          | David Albritton                               | Delos Thurber                           |
| 1948 | Londýn         | John Winter                         | 198          | Bjorn Paulson                                 | George Stanich                          |
| 1952 | Helsinky       | Walt Davis                          | 204          | Kenneth Wiesner                               | José da Conceiçao                       |
| 1956 | Melbourne      | Charles Dumas                       | 212          | Charles Porter                                | Igor Kaškarov                           |
| 1960 | Řím            | Robert Šavlakadze                   | 216          | Valerij Brumel                                | John Thomas                             |
| 1964 | Tokio          | Valerij Brumel                      | 218          | John Thomas                                   | John Rambo                              |
| 1968 | Mexico City    | Dick Fosbury                        | 224          | Ed Caruthers                                  | Valentin Gavrilov                       |
| 1972 | Mnichov        | Jüri Tarmak                         | 223          | Stefan Junge                                  | Dwight Stones                           |
| 1976 | Montréal       | Jacek Wszoła                        | 225          | Greg Joy                                      | Dwight Stones                           |
| 1980 | Moskva         | Gerd Wessig                         | 236          | Jacek Wszoła                                  | Jörg Freimuth                           |
| 1984 | Los Angeles    | Dietmar Mögenburg                   | 235          | Patrik Sjöberg                                | Ču Ťien-chua                            |
| 1988 | Soul           | Gennadij Avdějenko                  | 238          | Hollis Conway                                 | Rudolf Povarnicyn Patrik Sjöberg        |
| 1992 | Barcelona      | Javier Sotomayor                    | 234          | Patrik Sjöberg                                | Hollis Conway Artur Partyka Tim Forsyth |
| 1996 | Atlanta        | Charles Austin                      | 239 – OR     | Artur Partyka                                 | Steve Smith                             |
| 2000 | Sydney         | Sergej Kljugin                      | 235          | Javier Sotomayor                              | Abderahmane Hammad                      |
| 2004 | Atény          | Stefan Holm                         | 236          | Matt Hemingway                                | Jaroslav Bába                           |
| 2008 | Peking         | Andrej Silnov                       | 236          | Germaine Mason                                | Jaroslav Rybakov                        |
| 2012 | Londýn         | Erik Kynard                         | 238          | Derek Drouin Robert Grabarz Mutaz Essa Baršim | nebyla udělena                          |
| 2016 | Rio de Janeiro | Derek Drouin                        | 238          | Mutaz Essa Baršim                             | Bohdan Bondarenko                       |
| 2020 | Tokio          | Gianmarco Tamberi Mutaz Essa Baršim | 237          | nebyla udělena                                | Maksim Nedasekau                        |
| 2024 | Paříž          | Hamish Kerr                         | 236          | Shelby McEwen                                 | Mutaz Essa Baršim                       |

## Medailové pořadí zemí
| Pořadí | Země                                 | Zlato | Stříbro | Bronz | Celkem |
| ------ | ------------------------------------ | ----- | ------- | ----- | ------ |
| 1.     | Spojené státy americké (USA)         | 14    | 14      | 8     | 36     |
| 2.     | Sovětský svaz (URS)                  | 4     | 1       | 3     | 8      |
| 3.     | Kanada (CAN)                         | 2     | 2       | 0     | 4      |
| 4.     | Rusko (RUS)                          | 2     | 0       | 1     | 3      |
| 5.     | Švédsko (SWE)                        | 1     | 2       | 2     | 5      |
| 6.     | Polsko (POL)                         | 1     | 2       | 1     | 4      |
| 6.     | Katar (QAT)                          | 1     | 2       | 1     | 4      |
| 8.     | Austrálie (AUS)                      | 1     | 1       | 1     | 3      |
| 8.     | Německá demokratická republika (GDR) | 1     | 1       | 1     | 3      |
| 10.    | Kuba (CUB)                           | 1     | 1       | 0     | 2      |
| 11.    | Itálie (ITA)                         | 1     | 0       | 0     | 1      |
| 11.    | Nový Zéland (NZL)                    | 1     | 0       | 0     | 1      |
| 11.    | Západní Německo (FRG)                | 1     | 0       | 0     | 1      |
| 14.    | Velká Británie (GBR)                 | 0     | 4       | 1     | 5      |
| 15.    | Francie (FRA)                        | 0     | 1       | 2     | 3      |
| 16.    | Německo (GER)                        | 0     | 1       | 1     | 2      |
| 16.    | Maďarsko (HUN)                       | 0     | 1       | 1     | 2      |
| 18.    | Norsko (NOR)                         | 0     | 1       | 0     | 1      |
| 19.    | Alžírsko (ALG)                       | 0     | 0       | 1     | 1      |
| 19.    | Bělorusko (BLR)                      | 0     | 0       | 1     | 1      |
| 19.    | Brazílie (BRA)                       | 0     | 0       | 1     | 1      |
| 19.    | Čína (CHN)                           | 0     | 0       | 1     | 1      |
| 19.    | Česko (CZE)                          | 0     | 0       | 1     | 1      |
| 19.    | Filipíny (PHI)                       | 0     | 0       | 1     | 1      |
| 19.    | Ukrajina (UKR)                       | 0     | 0       | 1     | 1      |

### Ženy
| Rok  | Místo          | Zlato                  | Výkon vítěze | Stříbro                                   | Bronz                                   |
| ---- | -------------- | ---------------------- | ------------ | ----------------------------------------- | --------------------------------------- |
| 1928 | Amsterodam     | Ethel Catherwoodová    | 159          | Lien Gisolfová                            | Mildred Wileyová                        |
| 1932 | Los Angeles    | Jean Shileyová         | 166          | Mildred Didriksonová                      | Eva Dawesová                            |
| 1936 | Berlín         | Ibolya Csáková         | 160          | Dorothy Odamová                           | Elfriede Kaunová                        |
| 1948 | Londýn         | Alice Coachmanová      | 168          | Dorothy Tylerová                          | Micheline Ostermeyerová                 |
| 1952 | Helsinky       | Esther Brandová        | 167          | Sheila Lerwillová                         | Alexandra Čudinová                      |
| 1956 | Melbourne      | Mildred McDanielová    | 176          | Thelma Hopkinsová Marija Pisarevová       | neudělena                               |
| 1960 | Řím            | Jolanda Balașová       | 185          | Jarosława Jóźwiakowská Dorothy Shirleyová | neudělena                               |
| 1964 | Tokio          | Jolanda Balașová       | 190          | Michele Brownová                          | Taisija Čenčiková                       |
| 1968 | Mexico City    | Miloslava Rezková      | 182          | Antonina Okorokovová                      | Valentyna Kozyr                         |
| 1972 | Mnichov        | Ulrike Meyfarthová     | 192          | Jordanka Blagoevová                       | Ilona Gusenbauerová                     |
| 1976 | Montréal       | Rosemarie Ackermannová | 193          | Sara Simeoniová                           | Jordanka Blagoevová                     |
| 1980 | Moskva         | Sara Simeoniová        | 197          | Urszula Kielanová                         | Jutta Kirstová                          |
| 1984 | Los Angeles    | Ulrike Meyfarthová     | 202          | Sara Simeoniová                           | Joni Huntleyová                         |
| 1988 | Soul           | Louise Ritterová       | 203          | Stefka Kostadinovová                      | Tamara Bykovová                         |
| 1992 | Barcelona      | Heike Henkelová        | 202          | Alina Astafeiová                          | Ioamnet Quinterová                      |
| 1996 | Atlanta        | Stefka Kostadinovová   | 205          | Niki Bakogianniová                        | Inga Babakovová                         |
| 2000 | Sydney         | Jelena Jelesinová      | 201          | Hestrie Cloete                            | Kajsa Bergqvistová Oana Pantelimonová   |
| 2004 | Atény          | Jelena Slesarenková    | 206 – OR     | Hestrie Cloete                            | Viktorija Sťopinová                     |
| 2008 | Peking         | Tia Hellebautová       | 205          | Blanka Vlašičová                          | Jelena Slesarenková                     |
| 2012 | Londýn         | Anna Čičerovová        | 205          | Brigetta Barrettová                       | Světlana Školinová                      |
| 2016 | Rio de Janeiro | Ruth Beitiaová         | 197          | Mirela Demirevová                         | Blanka Vlašičová                        |
| 2020 | Tokio          | Marija Lasickeneová    | 204          | Nicola McDermottová                       | Jaroslava Mahučichová                   |
| 2024 | Paříž          | Jaroslava Mahučichová  | 200          | Nicola Olyslagersová                      | Eleanor Pattersonová Iryna Geraščenková |

## Medailové pořadí zemí
| Pořadí | Země                                 | Zlato | Stříbro | Bronz | Celkem |
| ------ | ------------------------------------ | ----- | ------- | ----- | ------ |
| 1.     | Spojené státy americké (USA)         | 4     | 2       | 3     | 9      |
| 2.     | Rusko (RUS)                          | 3     | 0       | 0     | 3      |
| 3.     | Rumunsko (ROU)                       | 2     | 1       | 1     | 4      |
| 4.     | Západní Německo (FRG)                | 2     | 0       | 0     | 2      |
| 5.     | Bulharsko (BUL)                      | 1     | 3       | 1     | 5      |
| 6.     | Itálie (ITA)                         | 1     | 2       | 0     | 3      |
| 6.     | Jihoafrická republika (RSA)          | 1     | 2       | 0     | 3      |
| 8.     | Ukrajina (UKR)                       | 1     | 0       | 4     | 5      |
| 9.     | Kanada (CAN)                         | 1     | 0       | 1     | 2      |
| 9.     | Německá demokratická republika (GDR) | 1     | 0       | 1     | 2      |
| 9.     | Německo (GER)                        | 1     | 0       | 1     | 2      |
| 9.     | Španělsko (ESP)                      | 1     | 0       | 1     | 2      |
| 13.    | Belgie (BEL)                         | 1     | 0       | 0     | 1      |
| 13.    | Československo (TCH)                 | 1     | 0       | 0     | 1      |
| 13.    | Maďarsko (HUN)                       | 1     | 0       | 0     | 1      |
| 13.    | Sportovci ROV (ROC)                  | 1     | 0       | 0     | 1      |
| 17.    | Velká Británie (GBR)                 | 0     | 5       | 0     | 5      |
| 18.    | Austrálie (AUS)                      | 0     | 3       | 1     | 4      |
| 19.    | Sovětský svaz (URS)                  | 0     | 2       | 4     | 6      |
| 20.    | Polsko (POL)                         | 0     | 2       | 0     | 2      |
| 21.    | Chorvatsko (CRO)                     | 0     | 1       | 1     | 2      |
| 22.    | Řecko (GRE)                          | 0     | 1       | 0     | 1      |
| 22.    | Nizozemsko (NED)                     | 0     | 1       | 0     | 1      |
| 24.    | Rakousko (AUT)                       | 0     | 0       | 1     | 1      |
| 24.    | Kuba (CUB)                           | 0     | 0       | 1     | 1      |
| 24.    | Francie (FRA)                        | 0     | 0       | 1     | 1      |
| 24.    | Švédsko (SWE)                        | 0     | 0       | 1     | 1      |